# Sabine Fürst
Sabine Fürst (* 26. September 1975 in Mönchengladbach) ist eine deutsche Schauspielerin.

## Leben
Sabine Fürst wurde 1975 in Mönchengladbach geboren. Im Alter von fünf Jahren begann sie Ballettunterricht zu nehmen. 1990 zog sie nach München um und nahm an der Ballett-Akademie der Hochschule für Musik und Theater München ein Studium Tanz/Ballett auf, das sie 1995 abschloss. Im Anschluss wurde sie am Theater Chemnitz engagiert und blieb dort bis 1999 als Bühnentänzerin tätig. Von 1999 bis 2003 studierte sie Schauspiel am Max Reinhardt Seminar in Wien. Danach ging sie zurück nach Chemnitz und spielte bis 2008 am städtischen Theater. In dieser Zeit trat sie auch in ersten Kurzfilmen auf. 2009 wechselte sie zum Nationaltheater Mannheim, wo sie bis 2018 engagiert war. Weitere Film- und Fernsehauftritte folgten. Seit 2019 wirkt sie an verschiedenen Produktionen vom Alten Schauspielhaus der Schauspielbühnen Stuttgart mit und erhielt dort 2019 den Publikumspreis.

## Theaterrollen (Auswahl)
- 2005–2007: Liebelei Rolle: Christine (Theater Chemnitz)
- 2007: Der Kirschgarten Rolle: Anja (Theater Chemnitz)
- 2007: Die Glasmenagerie Rolle: Laura (Theater Chemnitz)
- 2006–2008: Kabale und Liebe Rolle: Lady Milford (Theater Chemnitz)
- 2006–2008: Ein Sommernachtstraum Rolle: Hermia (Theater Chemnitz)
- 2009–2011: Lulu Rolle: Lulu (Nationaltheater Mannheim)
- 2010–2013: Gespräche mit Astronauten Rolle: Olga (Nationaltheater Mannheim)
- 2010–2013: Was ihr wollt Rolle: Viola (Nationaltheater Mannheim)
- 2011–2013: Die ganze Welt Rolle: Tina (Nationaltheater Mannheim)
- 2012–2014: Don Karlos Rolle: Elisabeth (Nationaltheater Mannheim)
- 2013–2014: Faust Gretchen (Nationaltheater Mannheim)
- 2012–2015: Iphigenie auf Tauris Iphigenie (Nationaltheater Mannheim)
- 2014–2015: Die Ehe der Maria Braun Rolle: Maria Braun (Nationaltheater Mannheim)
- 2013–2016: Ich bin wir ihr, ich liebe Äpfel Rolle: Frau Leila (Nationaltheater Mannheim)
- 2015–2016: Betty Rolle: Crystal (Nationaltheater Mannheim)
- 2015–2017: Phantom (Ein Spiel) Rolle: Annika (Nationaltheater Mannheim)
- 2016–2017: Du (Norma) Rolle: Funny, Mutter, Ärztin (Nationaltheater Mannheim)
- 2014–2018: Herrinnen Rolle: Betty (Nationaltheater Mannheim)
- 2016–2018: Mädchen in Not Rolle: Dolly (Nationaltheater Mannheim)
- 2016–2018: Götterspeise Rolle: Constant (Nationaltheater Mannheim)
- 2016–2018: Birdland Rolle: Claudie (Nationaltheater Mannheim)
- 2017–2018: Das große Feuer (Schauspiel) durchgehende Rolle (Nationaltheater Mannheim)
- 2017–2018: Für immer schön Rolle: Heather (Nationaltheater Mannheim)
- 2017–2018: Wie es euch gefällt Rolle: Phöbe (Nationaltheater Mannheim)
- 2018: X Rolle: Mattie (Nationaltheater Mannheim)
- 2018: Hedda Gabler Rolle: Hedda Gabler (Nationaltheater Mannheim)
- 2019: Die Katze auf dem heißen Blechdach Rolle: Maggie (Altes Schauspielhaus Stuttgart)
- 2019: Der Gott des Gemetzels Rolle: Annette (Altes Schauspielhaus Stuttgart)
- 2020: Die Wahlverwandtschaften Rolle: Charlotte (Altes Schauspielhaus Stuttgart)
- 2025: Sie sagt. Er sagt. Rolle: Katharina Schlüter (Altes Schauspielhaus Stuttgart)[3]

## Filmografie
- 2005: Domino (Kurzfilm)
- 2006: Hunger (Kurzfilm)
- 2008: Bunnylove (Kurzfilm)
- 2008: Land ohne Schatten (Kurzfilm)
- 2012: Auditorium (Kurzfilm)
- 2018: Geburtstag (Kurzfilm)
- 2018: Höhere Gewalt (Kurzfilm)
- 2018: Rentnercops (Fernsehserie) / Dr. Sinker
- 2019: Arschloch (Kurzfilm)
- 2020: 4° (Kurzfilm)

## Auszeichnungen
- 2019: Publikumspreis der Schauspielbühnen Stuttgart 2018/2019